# Pilea uninervis
Pilea uninervis är en nässelväxtart. Pilea uninervis ingår i släktet pileor, och familjen nässelväxter.

## Underarter
Arten delas in i följande underarter:
- P. u. bairensis
- P. u. uninervis